# ユニオン＝キャッスル・ライン
ユニオンキャッスル会社（ゆにおんきゃっするかいしゃ、Union-Castle Mail Steamship Co., Ltd.）は、かつて南アフリカ方面を中心に定期船を運行していたイギリスの船会社である
19世紀後半、イギリス・南アフリカ間定期航路にしのぎを削っていたユニオンラインとキャッスルラインとが1900年にいたり、ケープタウン総督府からの郵便契約の共同受命を機会に合併し現社名の会社が設立された。新会社は1912年旧ロイヤルメールグループの系列下に加わったが、同グループの崩壊後は独立経営を維持しつつ南アフリカ方面定期航路における最も有力な船主として成長した。第二次世界大戦後、
1956年、持ち株会社ブリティッシュアンドコモンウェルスシッピング社 British & Commonwealth Shipping Co., Ltd. （現 British and Commonwealth Holdings）の設立に際して、当社およびクランラインスティーマーズ Clan Line Steamers, Ltd. はその子会社とともに統合された。そのうち同社保有船腹は、25隻35,5746総トンを占め、経営航路は、ヨーロッパ～アフリカ間に数航路、北アメリカ～東南アジア航路等がある。